# Gerhard Ertl
Gerhard Ertl (sinh 10 tháng 10 năm 1936) là một nhà hóa học người Đức. Ông đã được Viện Hàn lâm Khoa học Thụy Điển trao Giải Nobel Hóa học năm 2007 vào ngày 10 tháng 10 năm 2007.

## Học vấn
Gerhard Ertl được sinh ra tại Stuttgart-Bad Cannstatt, Đức. Từ năm 1955 đến 1957, ông đã học tại Đại học Kỹ thuật Stuttgart và sau đó tại Đại học Paris (1957-1958) và Đại học Ludwig Maximilians ở München (1958-1959). Ông đã hoàn thành chương trình diplom vật lý (tương đương với thạc sĩ) tại Đại học Kỹ thuật Stuttgart năm 1961, đi theo người hướng dẫn luận văn Heinz Gerischer đến München và nhận học vị tiến sĩ tại Đại học Kỹ thuật München năm 1965.

## Sự nghiệp hàn lâm
Sau khi nhận được học vị tiến sĩ, ông đã trở thành một trợ giảng tại Đại học Kỹ thuật München (1965-1968). Từ năm 1968 đến 1973, ông là giáo sư và giám đốc tại Đại học Kỹ thuật Hannover. Sau đó ông là giáo sư tại Viên Hóa Lý, Đại học Ludwig Maximilians (1973-1986). Trong thập niên 1970 và 1980, ông cũng là giáo sư thỉnh giảng tại Viện Công nghệ California, Đại học Wisconsin-Milwaukee và Đại học California tại Berkeley. Năm 1986, ông là giáo sư tại Đại học Tự do Berlin và tại Đại học Kỹ thuật Berlin. Ông là giám đốc Viện Fritz Haber của MPG từ năm 1986 cho đến khi về hưu năm 2004. Ông đã trở thành giáo sư tại Đại học Humboldt Berlin năm 1996.

## Giải thưởng và Vinh dự
- Huy chương Liebig (1987)
- Giải Wolf về Hóa học (1998)
- Giải Nobel Hóa học (2007)
- Viện sĩ Viện hàn lâm Khoa học Leopoldina
- Viện sĩ Viện hàn lâm giáo hoàng về Khoa học (2010)